# Michael E. Taylor
Michael Eugene Taylor (* 1946) ist ein US-amerikanischer Mathematiker, der sich mit partiellen Differentialgleichungen beschäftigt.
Taylor studierte an der Princeton University (Bachelor 1967) und wurde 1970 bei Heinz Otto Cordes an der University of California, Berkeley, promoviert (Hypoelliptic Differential Equations). Er war Professor an der State University of New York at Stony Brook und ist William R. Kenan Professor für Mathematik an der University of North Carolina.
1986 erhielt er den Lester Randolph Ford Award.
Er ist Mitglied der American Academy of Arts and Sciences. 1990 war er Invited Speaker auf dem Internationalen Mathematikerkongress in Kyoto (Microlocal analysis in spectral and scattering theory and index theory). Er ist Fellow der American Mathematical Society.

## Schriften
- Partial Differential Equations, 3 Bände, Springer Verlag 1996, 2. Auflage 2011
- Measure theory and integration, Graduate Studies in Mathematics, AMS 2006
- Non commutative harmonic analysis, Mathematical Surveys and Monographs, Nr. 22, AMS 1986
- Introduction to differential equations, Undergraduate Texts Series, AMS 2011
- Pseudodifferential Operators, Princeton University Press 1981
- Pseudodifferential Operators and Nonlinear PDE, Birkhäuser, Progress in Mathematics, 1991
- Tools for PDE: Pseudodifferential Operators, Paradifferential Operators, and Layer Potentials, Mathematical Surveys and Monographs, Nr. 81, American Mathematical Society, Providence, R.I., 2000
- Herausgeber mit J. Rauch: Singularities and Oscillations, Springer Verlag 1997
- Noncommutative microlocal analysis, Memoirs of the AMS, 1984